# Fantasie C-Dur (Schumann)

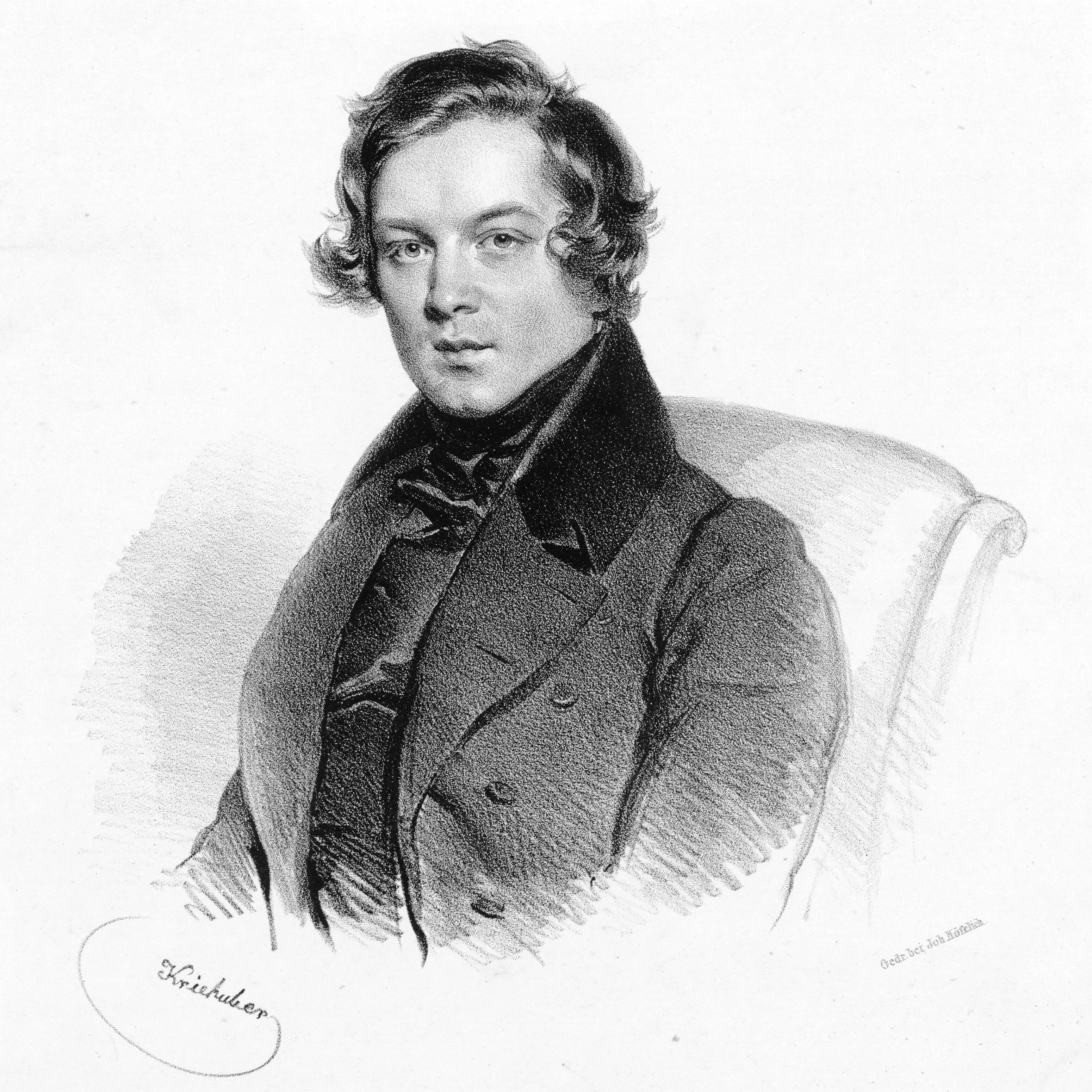
Robert Schumann, 1839

Die Fantasie C-Dur op. 17 ist eine 1839 veröffentlichte Klavierkomposition von Robert Schumann, die zu seinen bedeutendsten Werken für das Instrument gehört. 1836 begonnen und 1838 abgeschlossen, zählt sie neben den Kreisleriana und Kinderszenen zu den bekanntesten Stücken des Komponisten und gehört zum Grundbestand romantischer Klavierliteratur.
Er widmete sie Franz Liszt, dem bewunderten Virtuosen, der sich Jahre später bedankte, indem er ihm seine große h-Moll-Sonate zueignete.
Der visionäre Schwung dieser Klavierphantasie und die über die ganze Komposition durchgehaltene Kraft erinnern an die architektonische Meisterschaft Ludwig van Beethovens, aus dessen Liederzyklus An die ferne Geliebte Schumann im ersten Satz mehrfach zitiert, während er im 3. Satz ein Thema aus dem Allegretto der 7. Sinfonie aufgreift.

## Zur Musik
Vor allem im ersten, vorwärtsdrängenden und bewegten Satz (Durchaus fantastisch und leidenschaftlich vorzutragen), dem kompositorischen Höhepunkt des Werkes, ist der wilde Geist Florestans allgegenwärtig, während im ruhig dahinfließenden, pianistisch einfacheren 3. Satz bis zur zweimaligen in ein Choralthema mündenden Steigerung Eusebius anwesend zu sein scheint.
Das in Oktaven gesetzte, absteigende erste Thema wirkt – fortissimo einsetzend – wie ein Aufschrei und ist in seiner Eindringlichkeit im Œuvre Schumanns außergewöhnlich.
Ihm stellt er ab Takt 20 das zweite Thema in d-Moll gegenüber, das sich ebenfalls über der fortlaufenden, Nervosität und wilde Aufregung vermittelnden Sechzehntel-Bewegung entfaltet. Die harmonische Basis der wirbelnden Begleitfigur ist vielschichtig und kann als Mischklang aus Dominante und Subdominante aufgefasst werden. Das Hauptthema verbindet zwei Zitate zu einer höheren Einheit: Das im Quint-Intervall absteigende Motiv ist bereits aus dem 3. Satz der Klaviersonate op. 14 (Concert sans Orchestre), den Quasi Variazioni über ein Andantino de Clara Wieck bekannt, während in den Takten 15 – 18 das Motiv aus Beethovens Zyklus präsentiert wird, das in der Coda erneut erklingt.

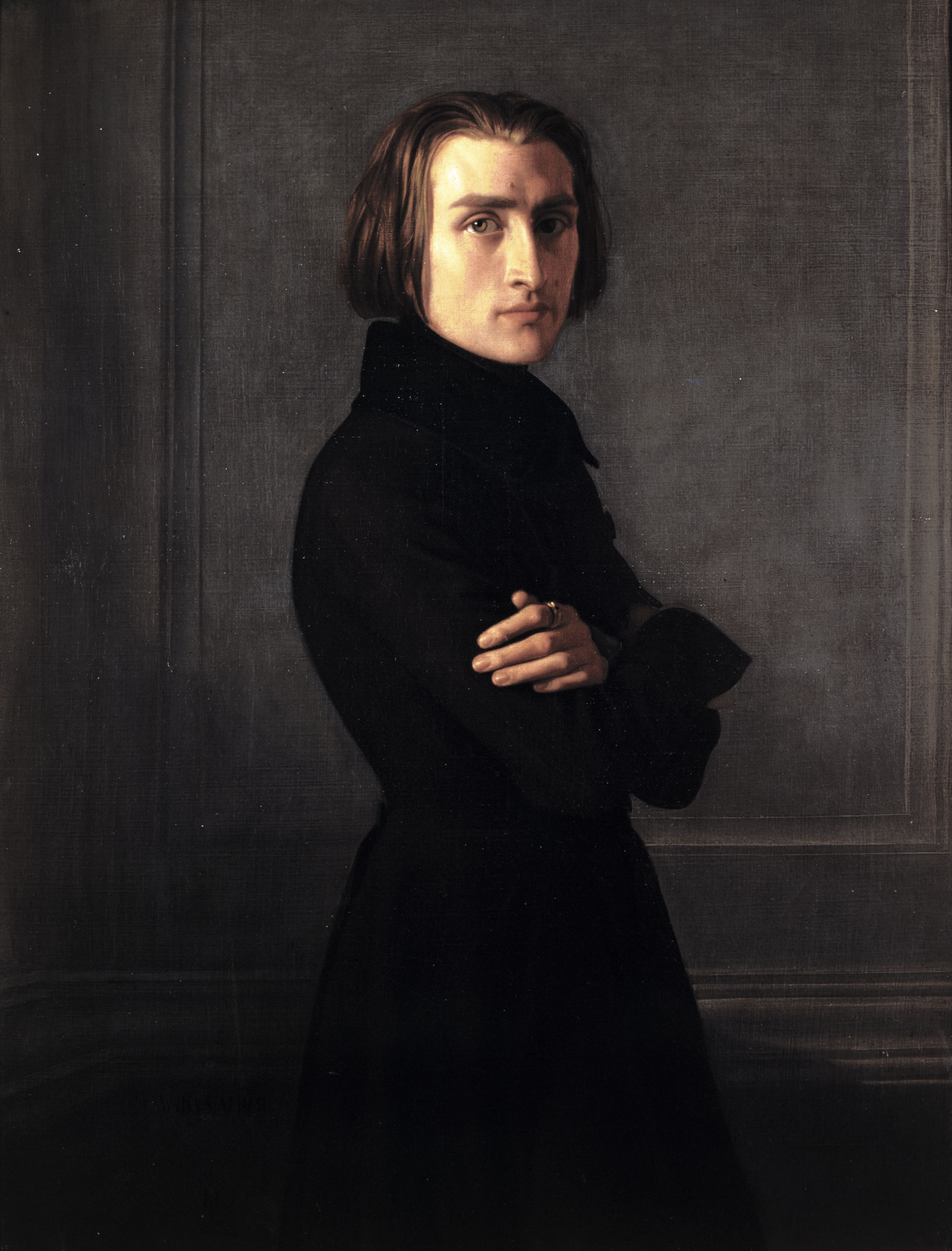
Der Widmungsträger Franz Liszt 1839, Ölgemälde von Henri Lehmann

Nach wilden Aufschwüngen und Zwischenspielen überrascht ein Mittelteil Im Legendenton ab Takt 129 mit einem gänzlich eigenen, ernsten Charakter, der diesen Abschnitt zunächst wie eine Ruhepause wirken lässt und die eigentliche Durchführung ersetzt. Diese Legende setzt mit einer ernsten und einprägsamen Melodie über einer absteigenden Basslinie in c-Moll ein, die an eine Ballade erinnert. Sie wird im weiteren, rhythmisch und harmonisch komplexer werdenden Verlauf über eine gewaltige Steigerung bis zum forte fortissimo der Takte 204–212 geführt und endet mit einer weit aufgefächerten, im Takt 215 im Pedal gehaltenen Dissonanz, die enharmonisch Wagners Tristan-Akkord entspricht und anschließend nach c-Moll aufgelöst wird. Nach einer verkürzten Reprise folgt ab Takt 295 eine kurze und ruhige Coda (Adagio), in der Beethoven erneut zitiert wird.
Der zweite Satz (Mäßig. Durchaus energisch) ist ein festlicher Marsch in Es-Dur, der durch die kräftig arpeggierten Akkorde der Linken und den einprägsamen Rhythmus seine vorwärtstreibende Kraft erhält. Der Marschcharakter des ganzen Stückes wird dabei von den vielfältig gestalteten synkopierten und punktierten Rhythmen geprägt, die sich aus dem Material der ersten Takte ableiten lassen, den Arpeggien der Begleitfigur der ersten Takte, den punktierten Rhythmen ab Takt 5 sowie den Synkopierungen der Takte 9 ff.
Der mit Takt 22 beginnende Abschnitt erinnert an eine Gigue und lässt in den Takten 59 – 74 entfernt an den virtuosen Finalsatz der B-Dur-Partita (BWV 825) von Johann Sebastian Bach denken. Die ausgelassene, energiereiche Entwicklung wird ab Takt 114 durch eine etwas ruhigere Episode (Etwas langsamer) in As-Dur unterbrochen, bis es ab Takt 232 zu einer wilden Coda kommt, die wegen ihrer vertrackten, gegenläufigen Sprünge der Hände zu den großen technischen Herausforderungen des Werkes gehört.
Das Finale (Langsam getragen. Durchweg leise zu halten), ein lyrisch-inniges Klanggebilde, ist mit der langsam fließenden Triolenbewegung und seiner verklärten Stimmung ein ruhiger bis weihevoller Gegenpol zum bisherigen Geschehen. Ab Takt 30 leitet Schumann in die terzverwandte Tonart As-Dur über und führt in Takt 34 ein neues Thema ein, mit dem er erneut Beethoven zitiert. Hier greift er, harmonisch und melodisch umgestaltet, die von Klarinette, Oboe und Horn getragene Oberstimme aus dem Mittelteil des Allegrettos der 7. Sinfonie heraus und führt sie zweimal (in den Takten 60–70 sowie 111–121) zu grandiosen Steigerungen forte fortissimo. Mit dem zweiten, an einen Trauermarsch erinnernden Satz der Sinfonie hatte Schumann sich auch im Zusammenhang mit seinen unvollendeten Beethoven-Variationen bis ins Jahr 1835 beschäftigt.

## Hintergrund
Der literarisch versierte Schumann setzte eine pantheistisch inspirierte Strophe Friedrich Schlegels als Motto über seine Komposition:
Durch alle Töne tönet
Im bunten Erdentraum
Ein leiser Ton gezogen
Für den, der heimlich lauschet
1830 war die Symphonie fantastique von Hector Berlioz uraufgeführt worden, ein programmmusikalisches Werk, das Schumann später ausführlich rezensierte. Der zeitgenössischen Entwicklung folgend, suchte er auf individuelle Weise Literatur und Musik zusammenzuführen, was sich vor allem in seiner Klaviermusik widerspiegelt. Er selbst stand genuin programmmusikalischen Vorstellungen kritisch gegenüber und wollte mit den markant-originellen Überschriften seiner Klaviermusik, wie etwa in den Kinderszenen, die zugrundeliegende poetische Idee verdeutlichen, so dass sie als Anhaltspunkte verstanden werden können, den Gehalt des Werkes zu erfassen.
Das eigentlich Dichterische seiner Musik steht zwischen dem einflussreichen Beethoven, der in Tönen dichten wollte, und der Programmmusik von Liszt und Berlioz, Seine Fantasie vermittelt den Eindruck, als habe Schumann das Vorbild im Sinne von Florestans Enthusiasmus nachgestalten wollen.
Seine frühen Klavierwerke sind von außerordentlicher Originalität; neben Frédéric Chopin und Franz Liszt gehört Schumann zum sogenannten Dreigestirn der romantischen Klaviermusik. Als Lyriker des Klaviers sind seine Melodien ungezwungen und von einfacher Schönheit, bisweilen zart und verschleiert, der Klaviersatz hingegen oft verschränkt, indem Begleitung und Melodie verwoben sind. Dabei bereichert ein besonderes Gefühl für punktierten und komplizierten Rhythmus und Polyphonie seine Werke und der stets präsente Gegensatz zwischen Florestan und Eusebius bestimmt den poetischen Charakter.

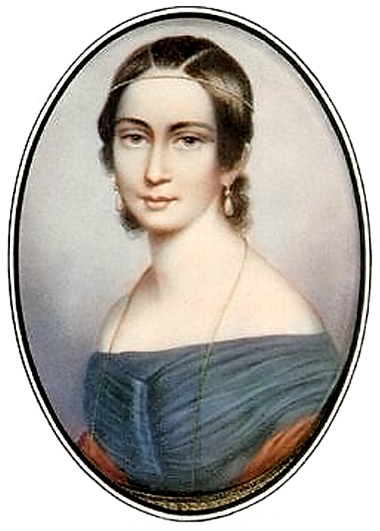
Clara Wieck, 1838

Schumann selbst schätzte seine Klavierfantasie, die als Skizze bereits 1836 vorlag, als etwas Besonderes ein. In einem Brief vom 19. März 1838 schrieb er an seine Braut Clara Wieck: „Der erste Satz davon ist wohl mein Passionirtestes, was ich je gemacht – eine tiefe Klage um Dich – die anderen sind schwächer, brauchen sich aber nicht gerade zu schämen.“
Der so angedeutete autobiographische Hintergrund des leidenschaftlichen, spannungsvollen und aufgewühlten Stückes wird von vielen Biographen hervorgehoben. Gerade 1836 durchlebte Schumann seelische Qualen, die sich auch in seinen Briefen an Clara widerspiegeln: Eben erst hatte er ihr seine Liebe gestanden, als er sich auch schon wieder von ihr trennen musste, da ihr gestrenger Vater, der Klavierpädagoge Friedrich Wieck dazwischengetreten war und die Verbindung verhindern wollte. So schickte er seine Tochter auf etliche Tourneen und ging so weit, ihr einen Brief zu diktieren, mit dem sie die ihr gewidmete Klaviersonate fis-Moll op. 11 und die Briefe an Schumann zurückschickte. Die Furcht, seine Geliebte zu verlieren, führte zu Depressionen und nervösen Störungen.
Vor diesem Hintergrund ist auch das Beethoven-Zitat verständlich („Nimm sie hin denn, diese Lieder“), nutzt Schumann es doch als heimliche Botschaft an die „ferne Geliebte“ Clara, die das Werk zu Schumanns Lebzeiten indes nie öffentlich aufführte.
Im Laufe der Zeit erfolgten zahlreiche Umbenennungen. So plante Schumann ursprünglich, sein Werk unter dem Titel Große Sonate von Florestan und Eusebius zu veröffentlichen und die drei Sätze mit Ruinen, Trophäen und Palmen zu überschreiben; ein weiterer Titel war Obolen auf Beethovens Monument, womit er auf einen Aufruf von Franz Liszt reagierte, die Errichtung eines Beethoven-Denkmals in Bonn zu fördern. Mit dem Erlös für die dreisätzige Sonate quasi una fantasia – in Anlehnung an Ludwig von Beethovens Klaviersonate Nr. 14 und Klaviersonate Nr. 13 – wollte er seinen Obolus leisten.
Das Werk gehört zum festen Bestandteil der Konzertliteratur und ist von zahlreichen Pianisten aufgenommen worden.